# Клоков, Николай Сергеевич
Николай Сергеевич Клоков — советский хозяйственный, государственный и политический деятель, Герой Социалистического Труда.

## Биография
Родился в 1928 году в селе Старый Лещин. Член КПСС.
С 1945 года — на хозяйственной, общественной и политической работе. В 1945—1988 гг. — тракторист в колхозе, в Советской Армии, тракторист свекловодческого колхоза, звеньевой механизированного звена, начальник механизированного отряда по возделыванию сахарной свёклы колхоза «Победа» Солнцевского района Курской области.
Указом Президиума Верховного Совета СССР от 31 декабря 1965 года присвоено звание Героя Социалистического Труда с вручением ордена Ленина и золотой медали «Серп и Молот».
Избирался депутатом Верховного Совета РСФСР 7-го созыва. Делегат XXIII съезда КПСС.
Жил в Солнцевском районе Курской области.